# NGC 1351A
NGC 1351A је спирална галаксија у сазвежђу Пећ која се налази на NGC листи објеката дубоког неба.
Деклинација објекта је - 35° 10' 40" а ректасцензија 3h 28m 48,5s. Привидна величина (магнитуда) објекта NGC 1351 износи 13,4 а фотографска магнитуда 14,2. NGC 1351A је још познат и под ознакама ESO 358-9, MCG -6-8-21, FCC 67, PGC 12952.